# В снежном плену
«В снежном плену. Рассказы гастролирующей театральной труппы» (англ. Snowbound: The Record of a Theatrical Touring Party) — сборник рассказов ирландского писателя Брэма Стокера, впервые изданный в 1908 году. Цикл коротких историй, рассказанных от лица участников британской театральной труппы, которая отправилась на гастроли, стала заложницей зимнего ненастья.

## Издание
Сборник был впервые опубликован лондонским издательством «Collier & Co.» в 1908 году и стал второй (после вышедшего в 1881 году сборника сказок «На закате») книгой малой прозы автора.

## Содержание
- Предуведомление
- Происшествие
- Укрощение строптивых
- Реквизит Коггинса
- «Стройные сирены»
- Новое направление в искусстве
- Мик по прозвищу Дьявол
- Под страхом смерти
- В конце концов
- Сладкая музыка
- Заместитель официанта
- Работный дом
- Монополия на карлиц
- Звезда преступного мира
- Лепестковый люк
- Эффект лунного света

## Публикации на русском языке
На русский язык впервые появились под заглавием «Занесенные снегом: Записки гастролирующей театральной труппы» в изд.: Стокер Б. Гость Дракулы: повести, рассказы / пер. Н. Ибрагимовой — М.: АСТ, 2018. С. 124—292. В том же году были изданы Стокер Б. В снежном плену. Рассказы — М.: Азбука, Азбука-Аттикус, 2018. С 5—180.